# Haematobia
Haematobia is een geslacht van insecten uit de familie van de echte vliegen (Muscidae).

## Soorten
- Haematobia irritans (Linnaeus, 1758)
- Haematobia titillans (Bezzi, 1907)